# Piney (Aube)
Piney é uma comuna francesa na região administrativa de Grande Leste, no departamento de Aube. Estende-se por uma área de 70,98 km². Em 2010 a comuna tinha 1 494 habitantes (densidade: 21 hab./km²).